# 三内村
三内村（みうちむら）は、1955年（昭和30年）まで愛媛県下浮穴郡のち温泉郡にあった村であり、現在の東温市の東部に位置する。

## 地理
現在の東温市の東部。四国山地の皿ヶ嶺連峰の北側、重信川支流の一つである井内川、表川の拝志川の流域。南に石墨山。井内峠を境として川瀬村に、同じく黒森峠で面河村に接する。
地名の由来
合併前の旧3村にいずれも「内」が付いていたことから三内となった。

## 歴史
藩政期
- 松山藩領。

明治以降
- 1889年（明治22年） 12月15日- 町村制施行に伴い三内村が成立。当初は下浮穴郡に属した。
- 1897年（明治30年）4月1日 - 温泉郡に所属変更。
- 1955年（昭和30年） 4月25日- 川上村との合併により川内村となる。

```
三内村の系譜
（町村制実施以前の村）　（明治期）
河之内　━━┓
　　　　　　┃
則之内　━━╋━━━━━　三内村　　━━━┓ （昭和30年4月25日新設合併）
　　　　　　┃　　　　　　　　            ┃
井内　　━━┛　　　　　　　　            ┣━━━━　川内村　━┳━　川内町
　　　　　　　   　　　　　　　           ┃　　　　　      　　┃
　　　　　　　　　      　川上村　  ━━━┛　　　　　   　     ┃
　　　　　　　　　　　　　　　　                中川村の一部━━┛
　　　　　　　　　　　　　　　　　　　                （昭和31年9月1日新設合併）

```

## 地域
河之内（かわのうち）、則之内（すのうち）、井内（いうち）の3つの大字があった。いずれも明治の村制発足前からの旧村であり、川内村、川内町になっても大字として存続した。
役場は大字則之内においた。昭和30年人口4,244人。

## 行政
役場
大字則之内においた。

## 産業
水田耕作が中心。広い山林を擁する。

## 交通
鉄道等はない。

## 名所・旧跡
- 惣河内神社（大字河之内字宮ノ元）[1][2]
- 三島神社（大字則之内）[3]
- 善城寺（大字井内）[4]